# リトル・アイヴィー
リトル・アイヴィー（Little Ivies）とは、リベラル・アーツ・カレッジと呼ばれる小規模な教養教育中心の私立大学の中でも、アメリカ合衆国東部にあり、かつトップレベルの質を有する大学群の通称。これらの大学ではディスカッションやリーディングに重きを置いた少数精鋭制の教養教育を軸としており、人文科学・自然科学・社会科学の３つの分野（及びこれに関連する学際分野等）において、アイビー・リーグの学士課程と同等の高い教育レベルを維持している。学生の多くは卒業後、ロースクール、ビジネススクール、医科大学院などの専門職大学院や、様々な分野の修士・博士課程に進学する。これらの大学の出身者には政界、財界、実業界、学究分野で活躍する著名人も多い。
現在のアメリカ合衆国においては、一般的に以下の18校をリトル・アイヴィーと呼んでいる。

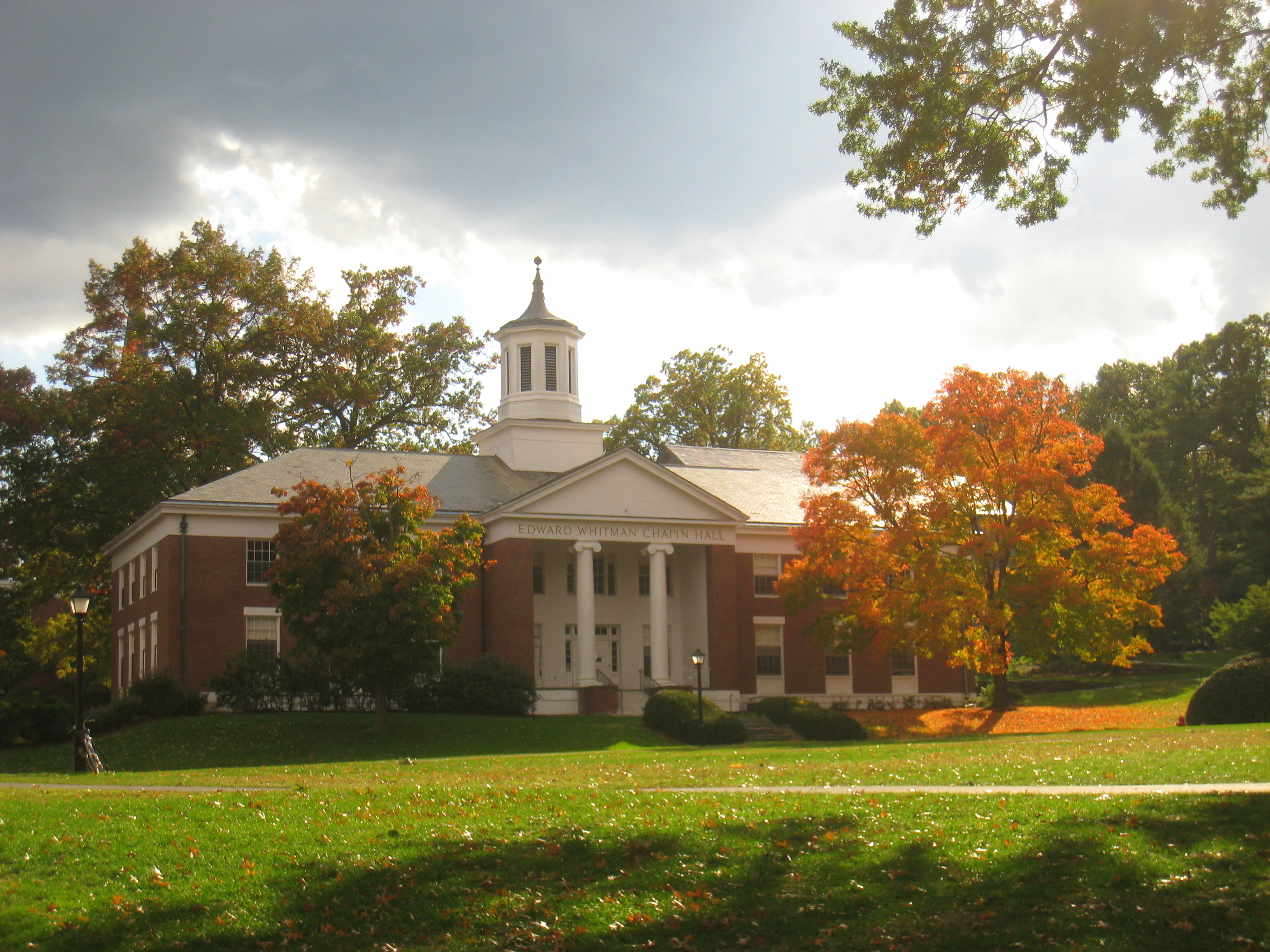
このうち、古くからスポーツリーグをやっていた、アマースト大学、ウェズリアン大学、ウィリアムズ大学の三校をリトルスリーと呼ぶことがある。
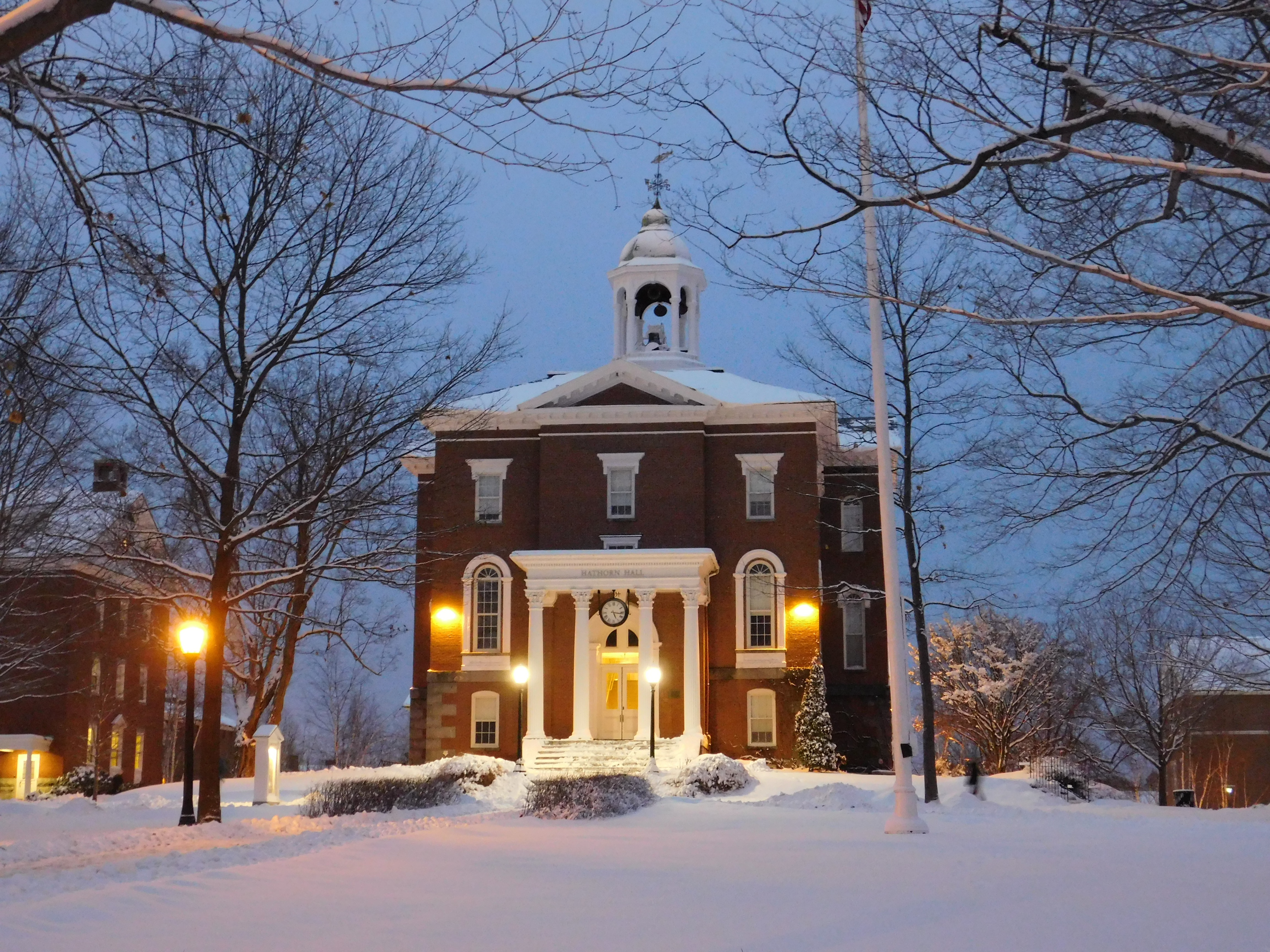
また、大学関係のジャーナリストが編纂したグリーンズガイドで取り上げられた大学を含むこともある[1]。
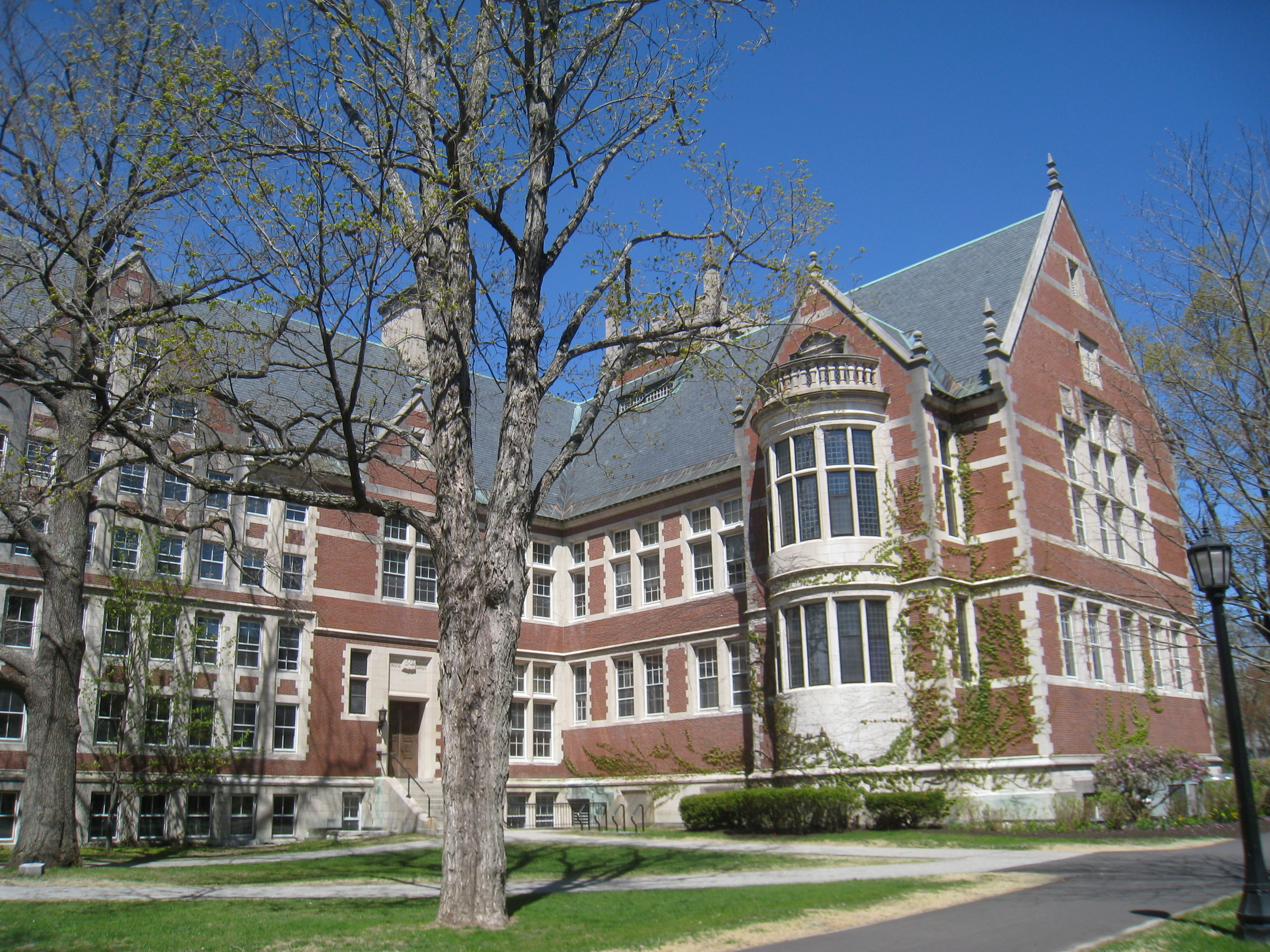
また、NESCAC（New England Small College Athletic Conference、ニューイングランド小規模大学体育連盟）のスポーツ・リーグ加盟の11校をリトル・アイヴィーまたはリトル・アイヴィー・リーグと呼ぶこともある。
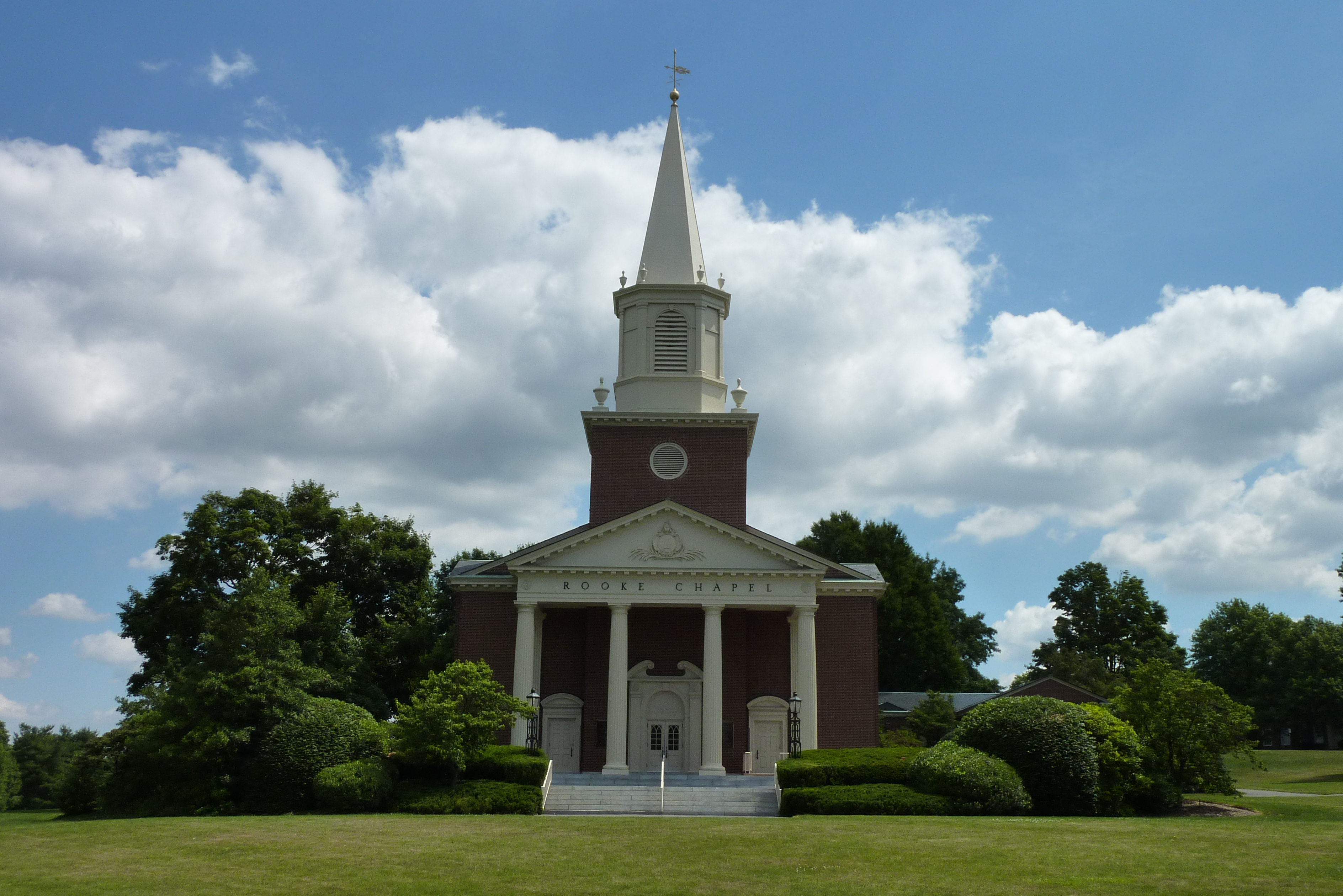
バックネル大学
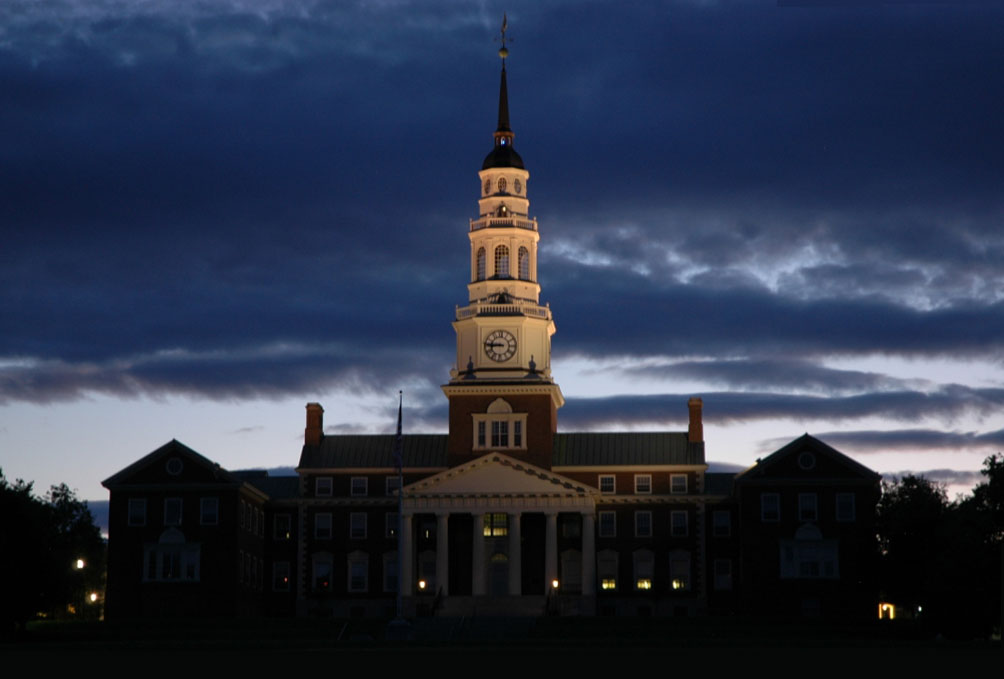
コルビー大学
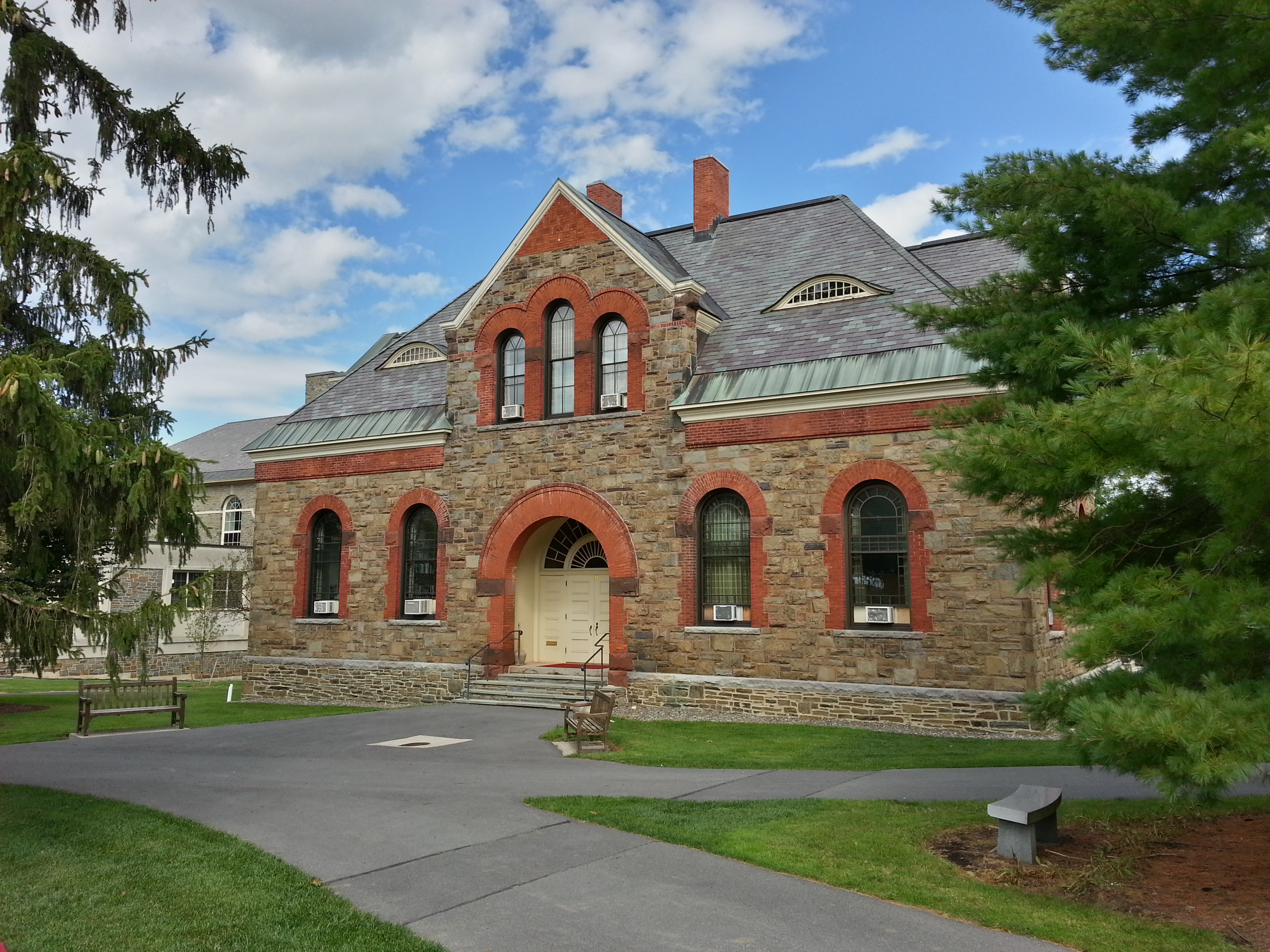
コルゲート大学
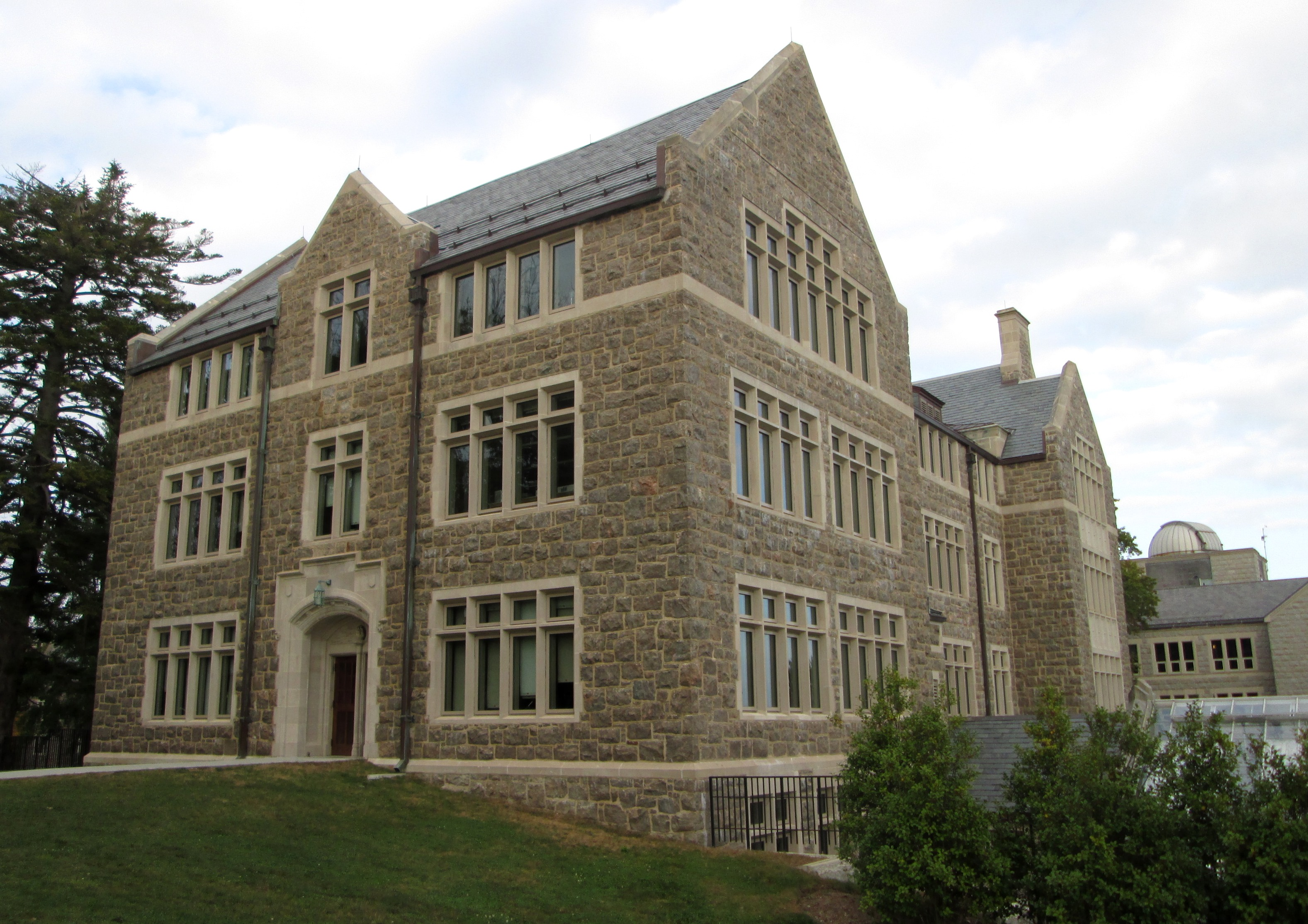
コネチカット・カレッジ
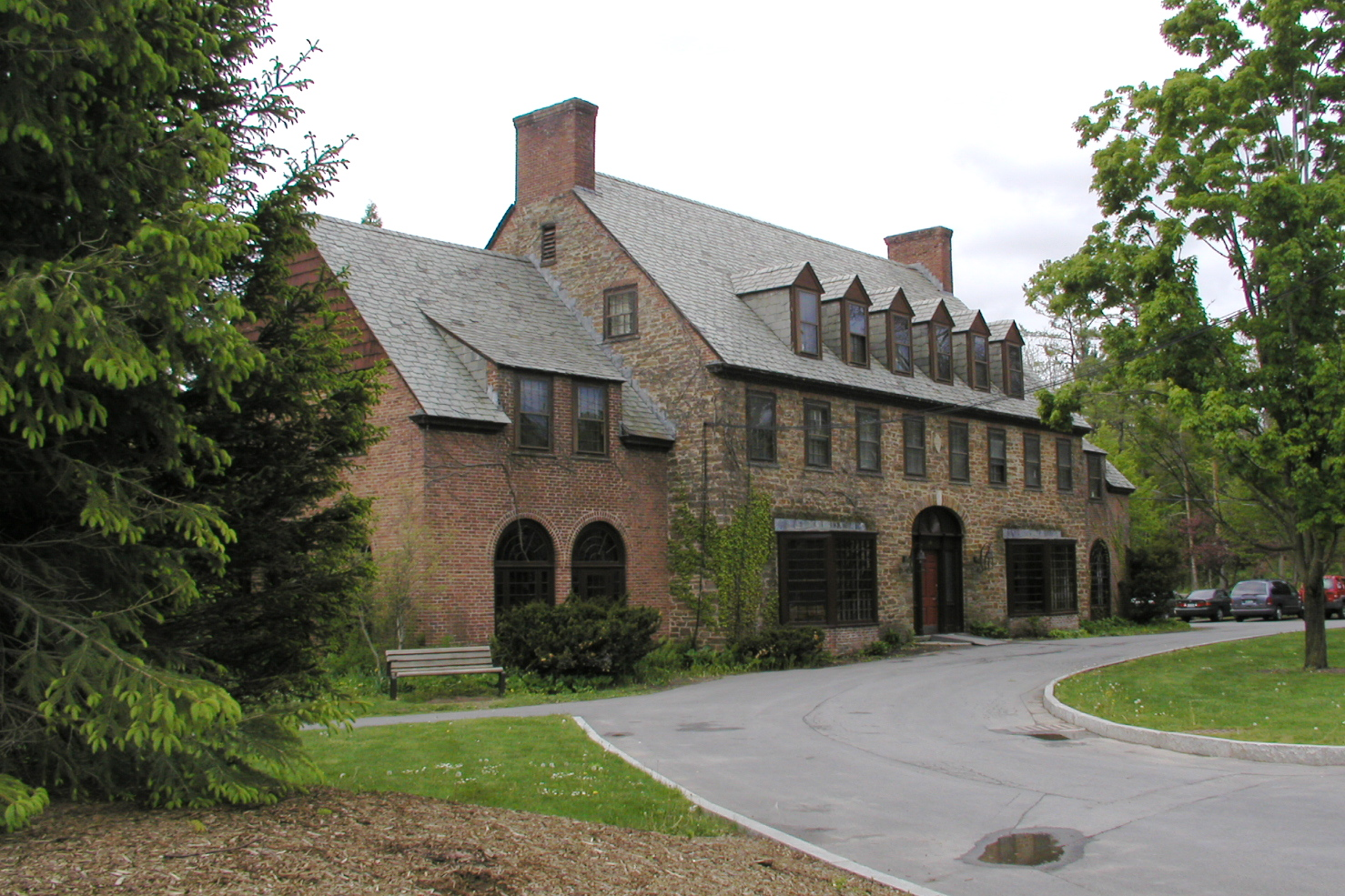
ハミルトン・カレッジ
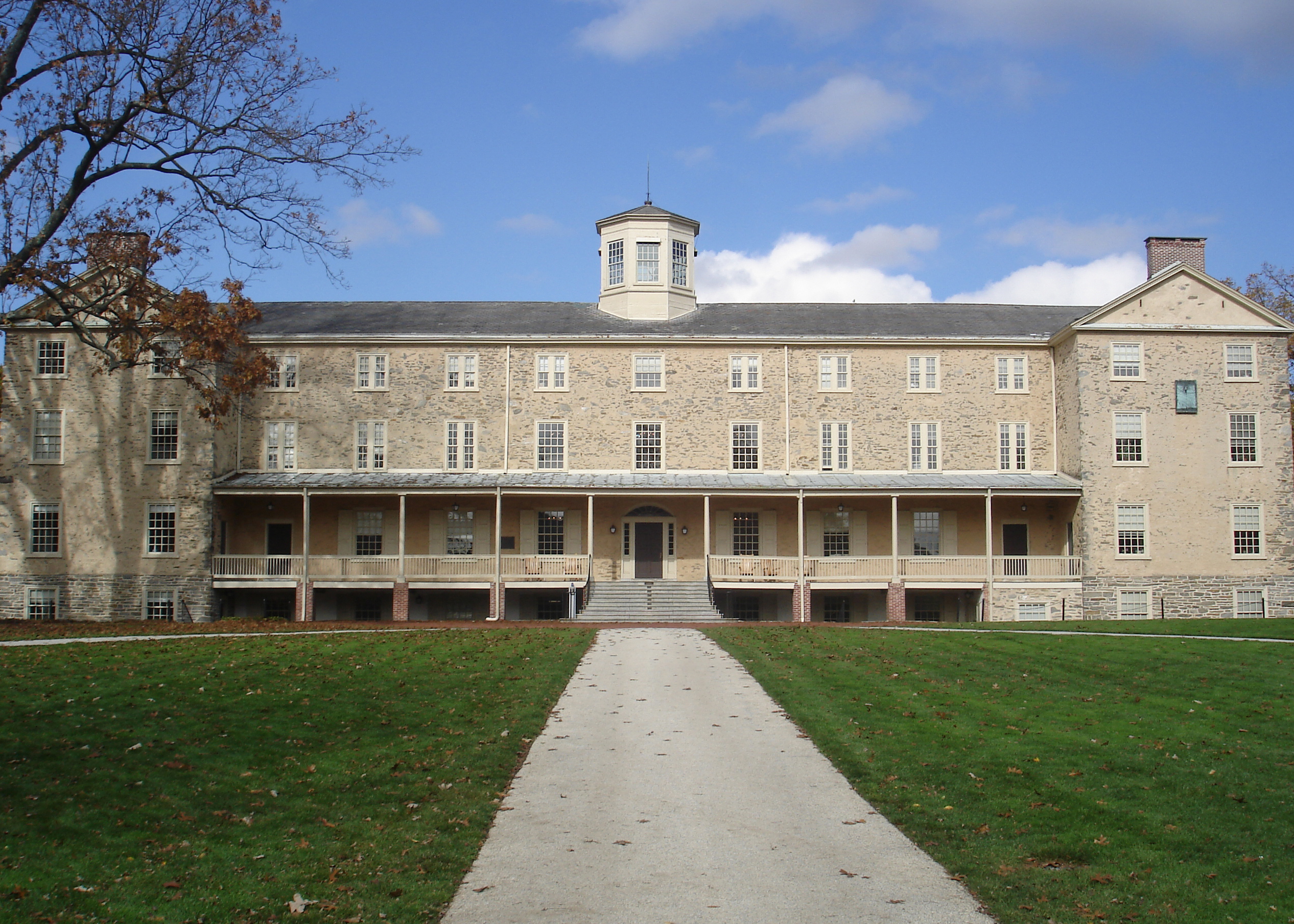
ハバフォード大学
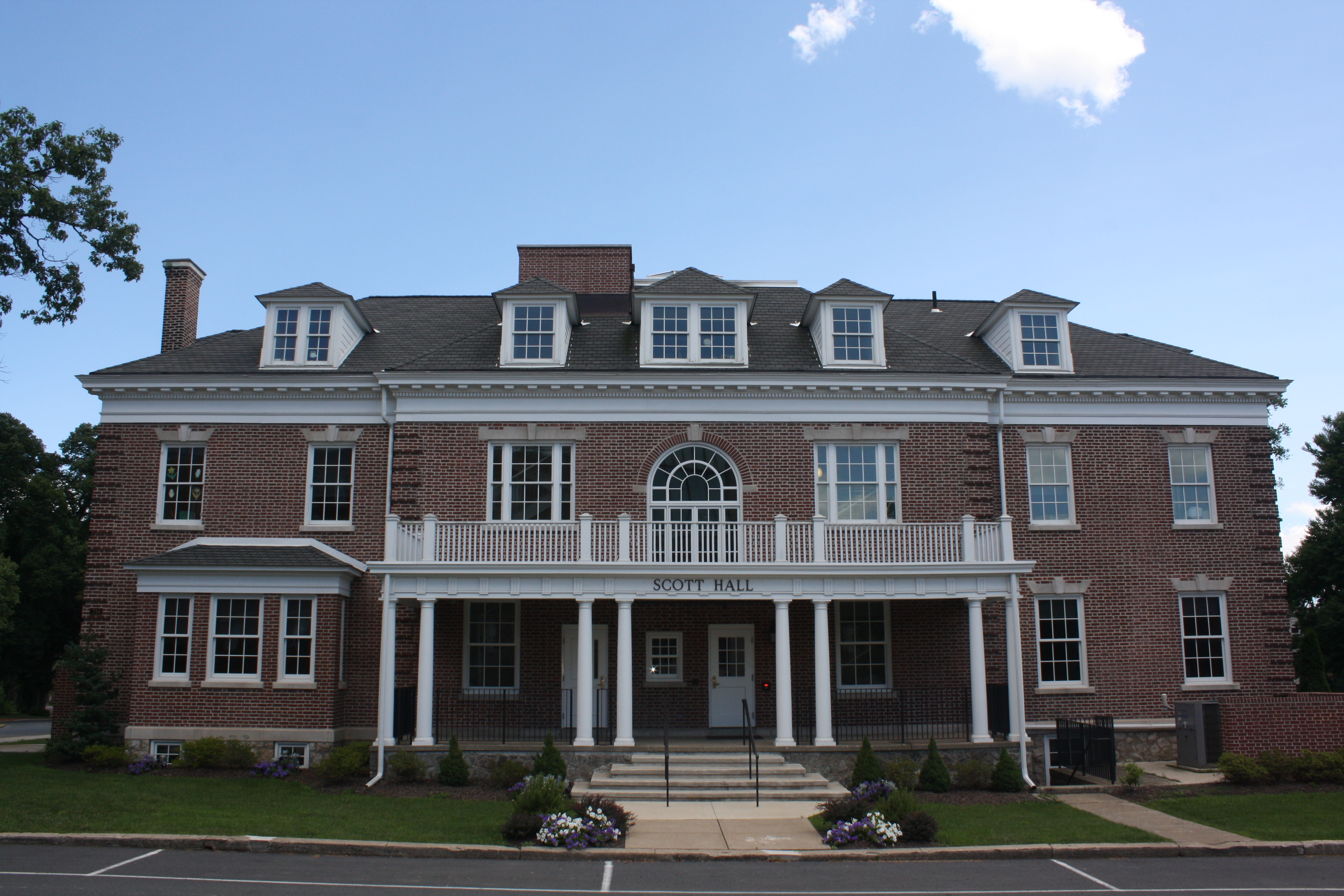
ラファイエット大学
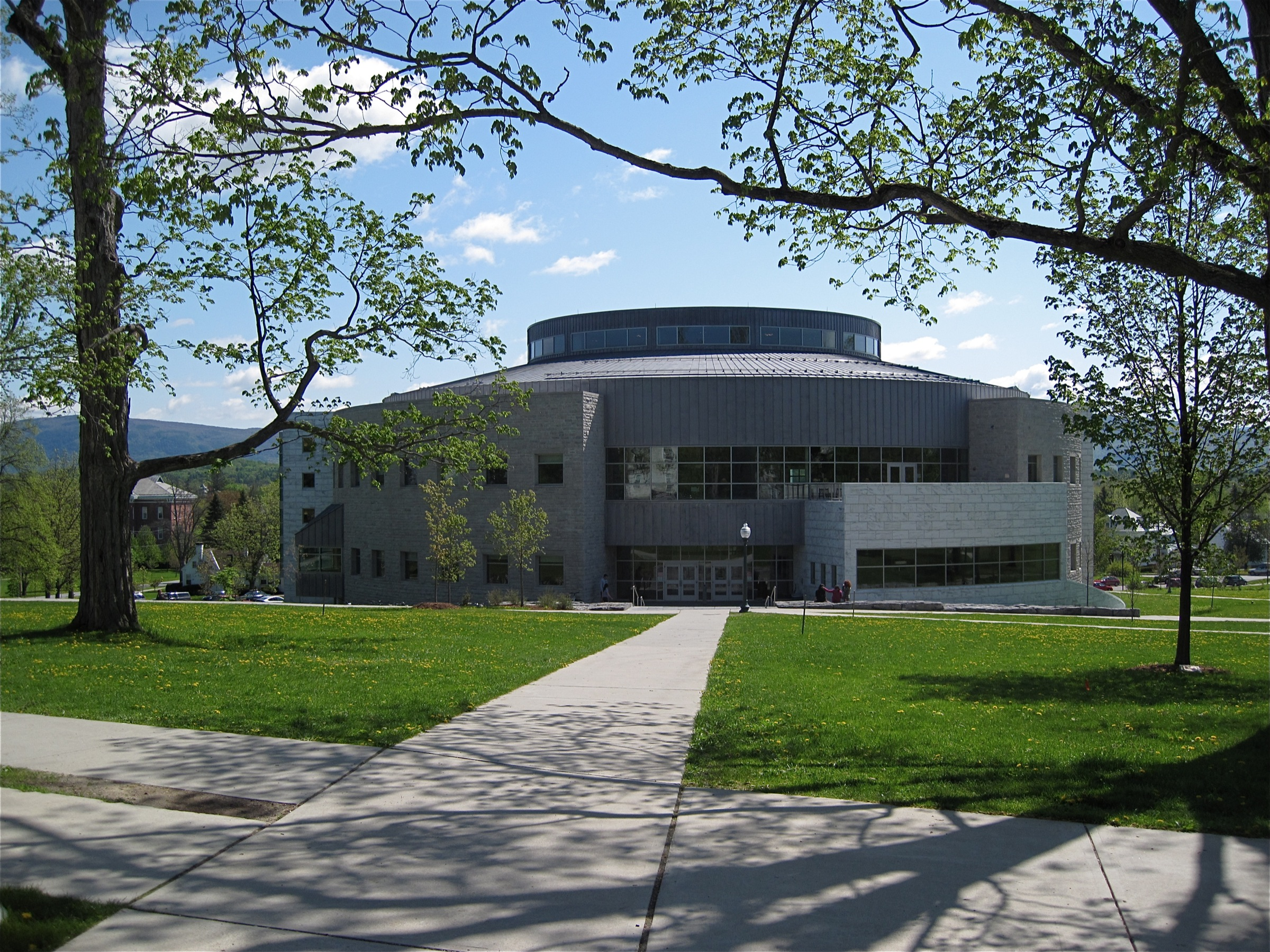
ミドルベリー大学
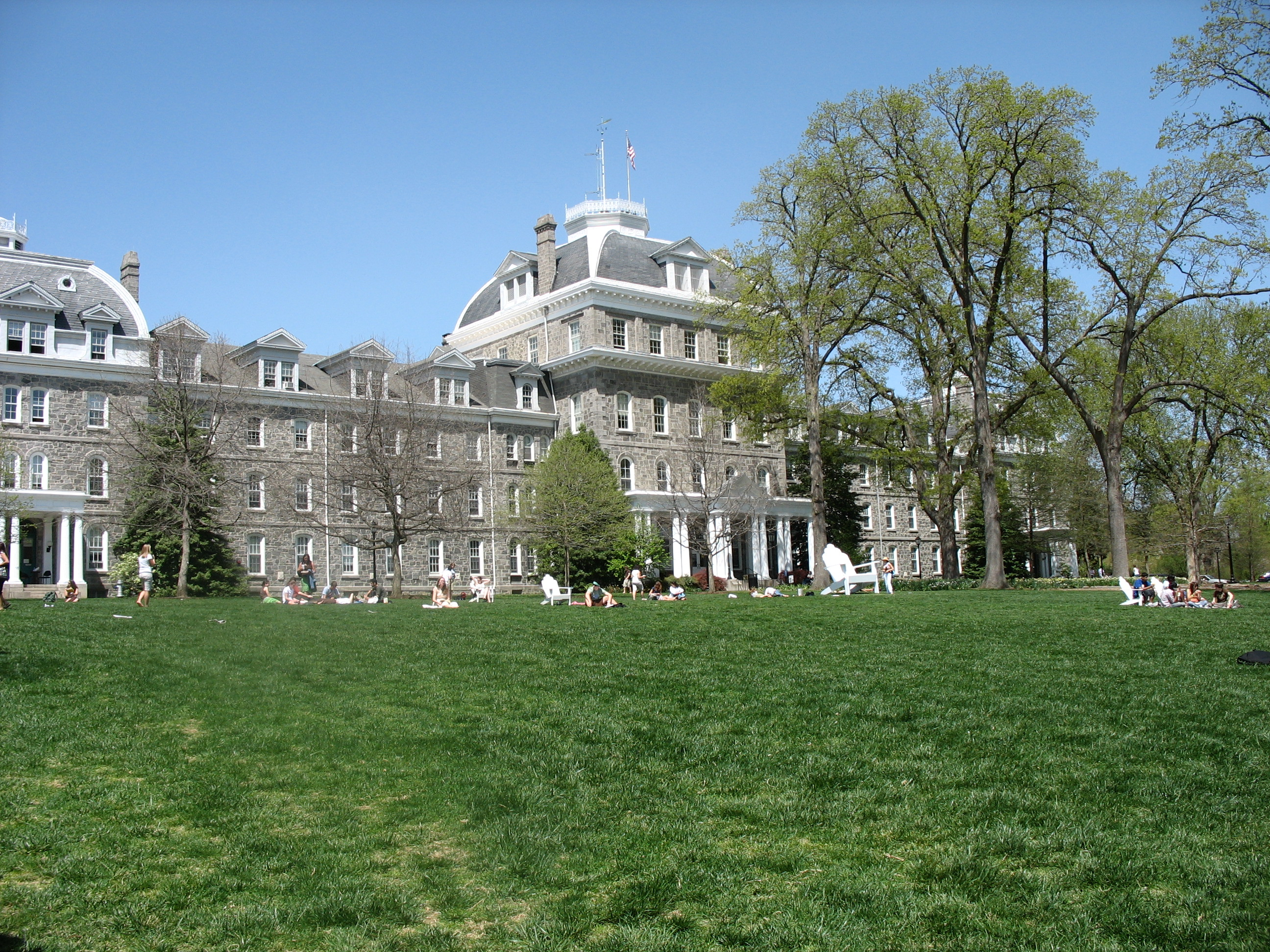
スワースモア大学
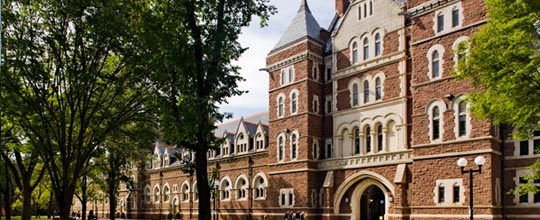
トリニティ・カレッジ
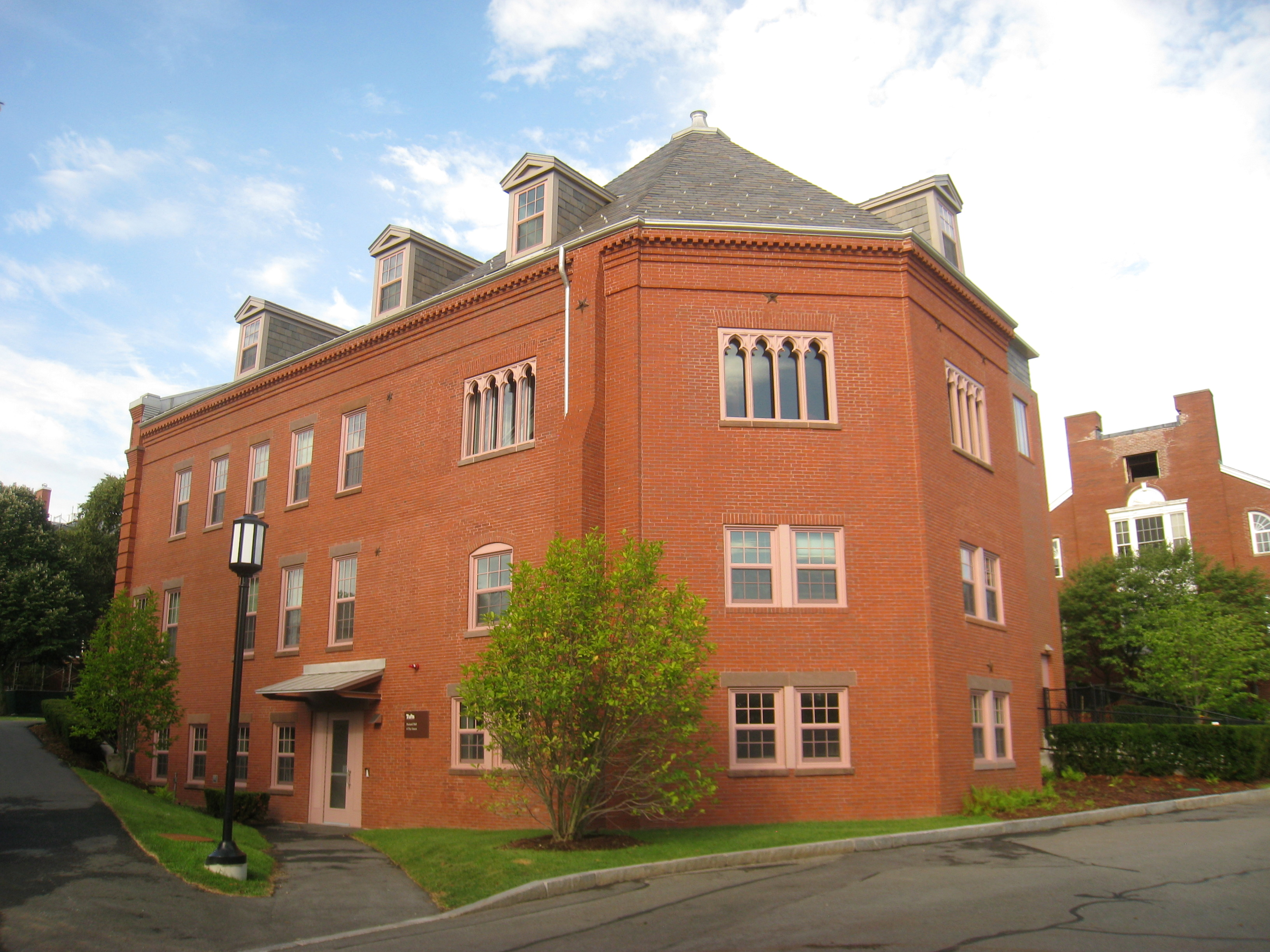
タフツ大学
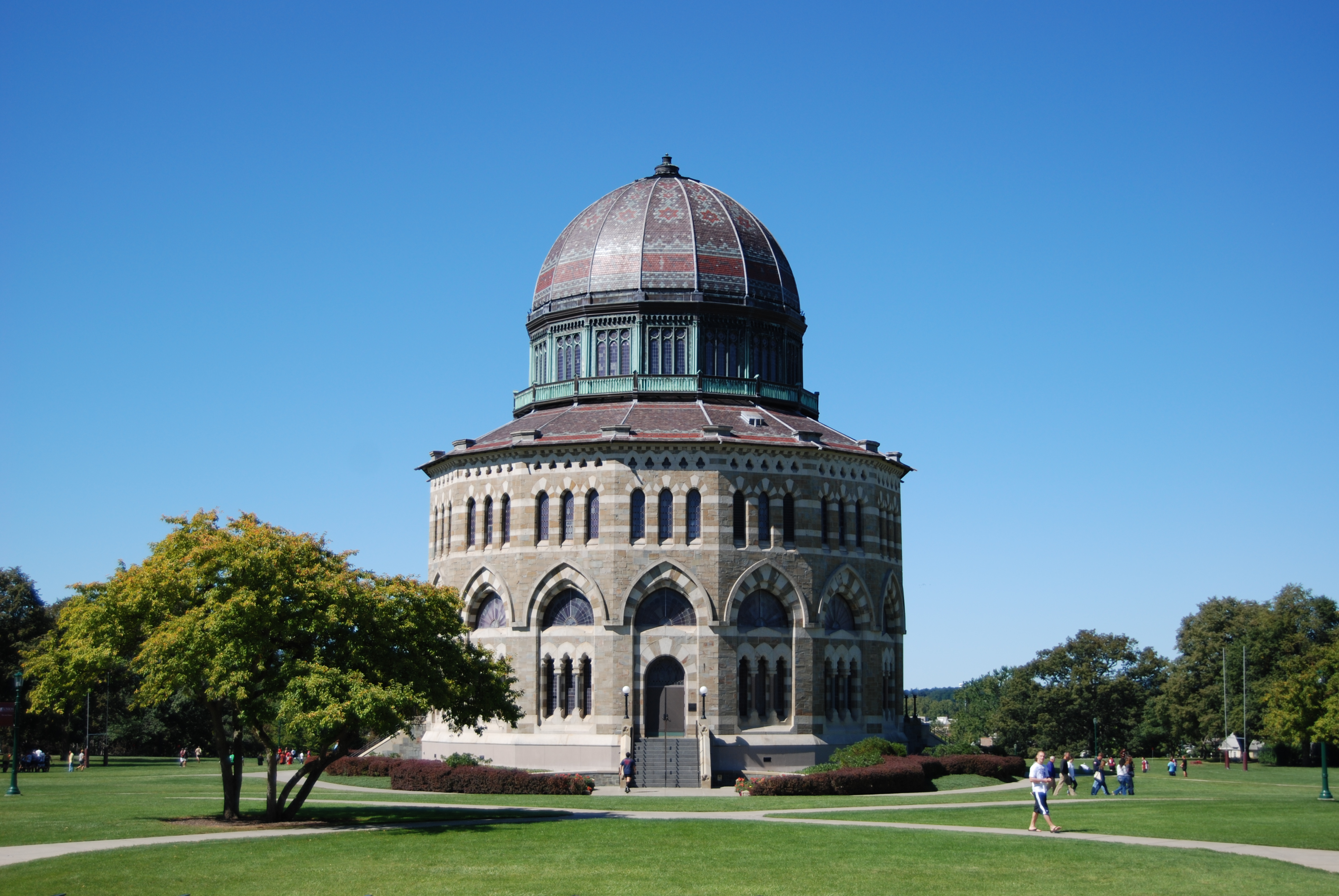
ユニオン大学
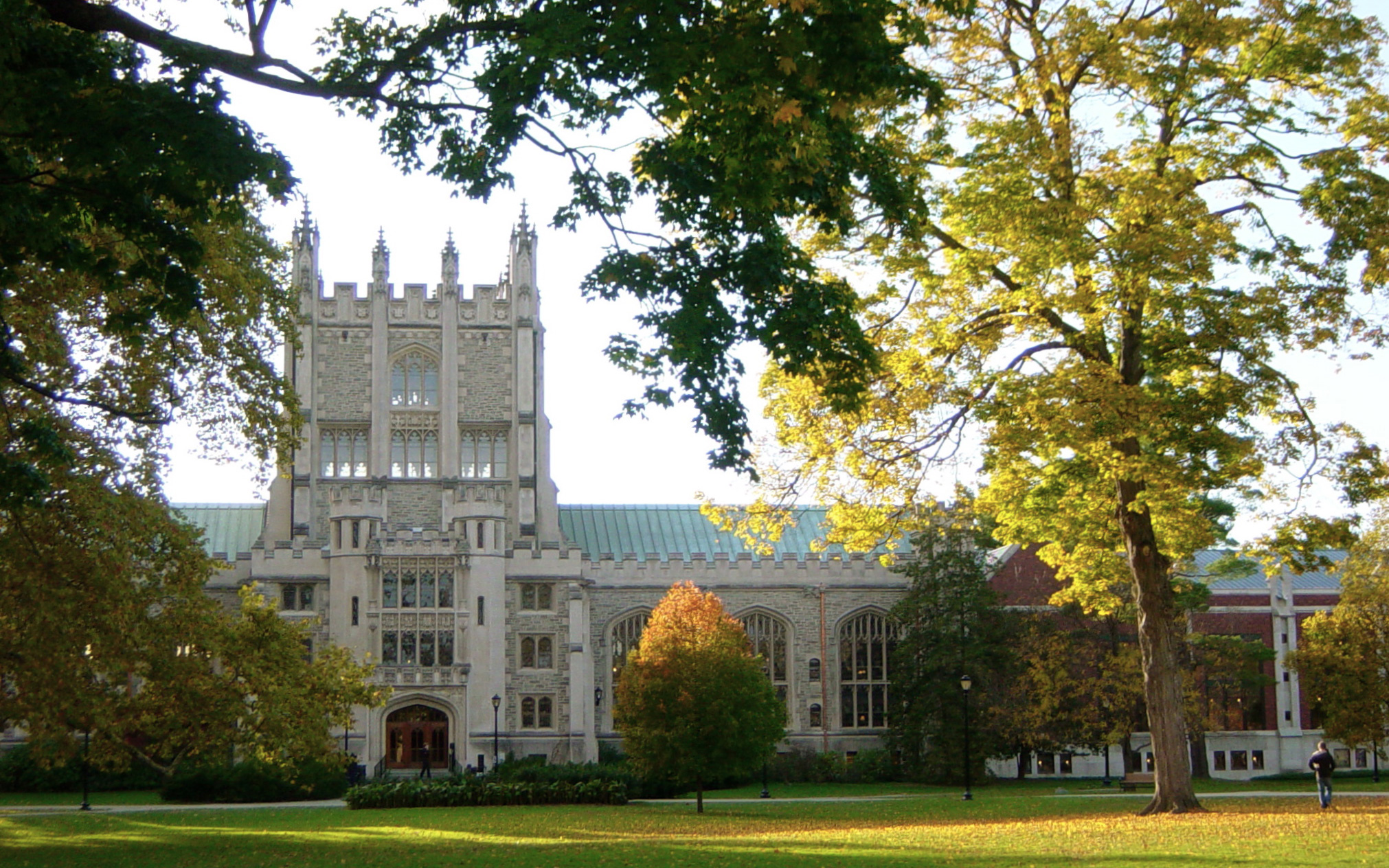
ヴァッサー大学
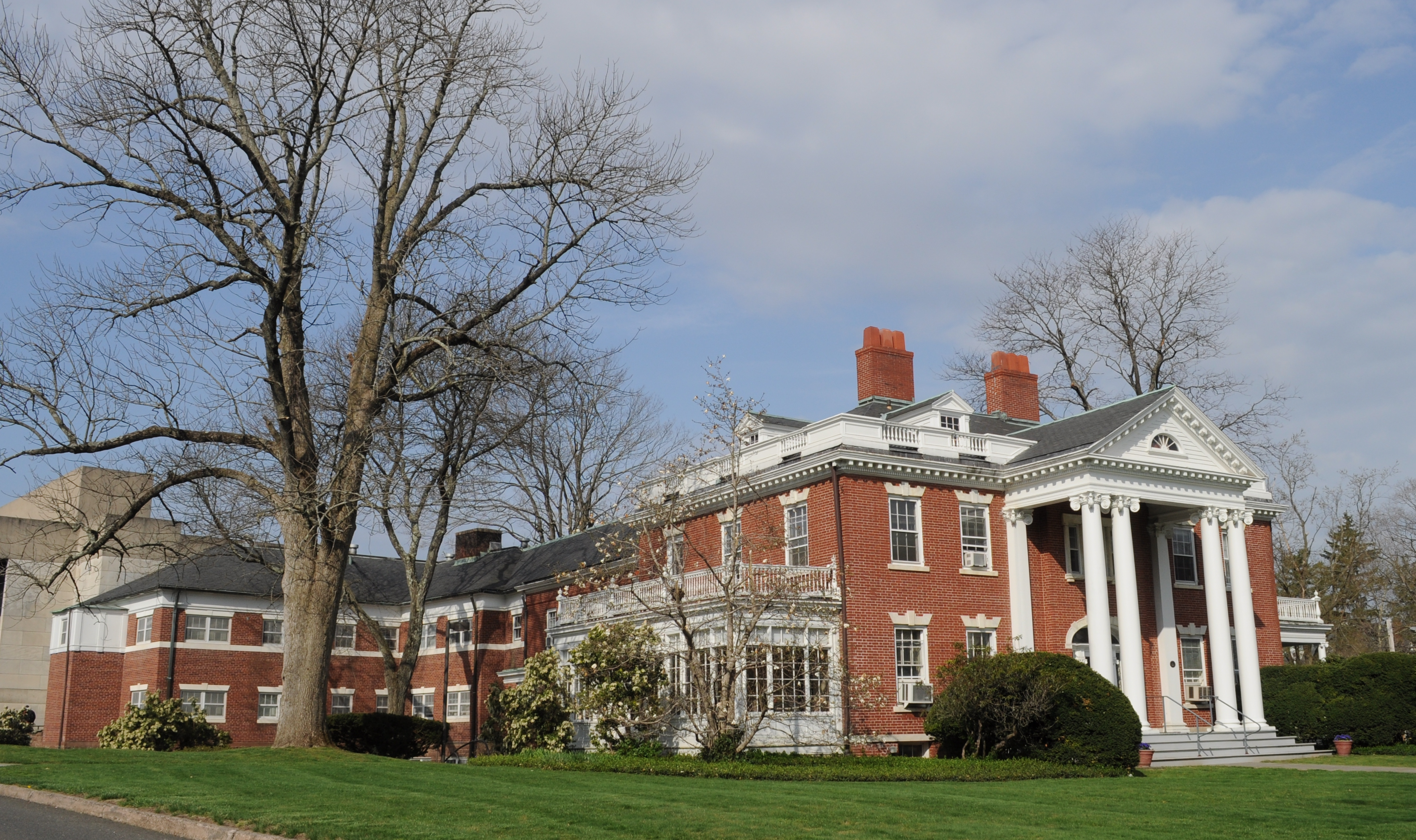
ウェズリアン大学
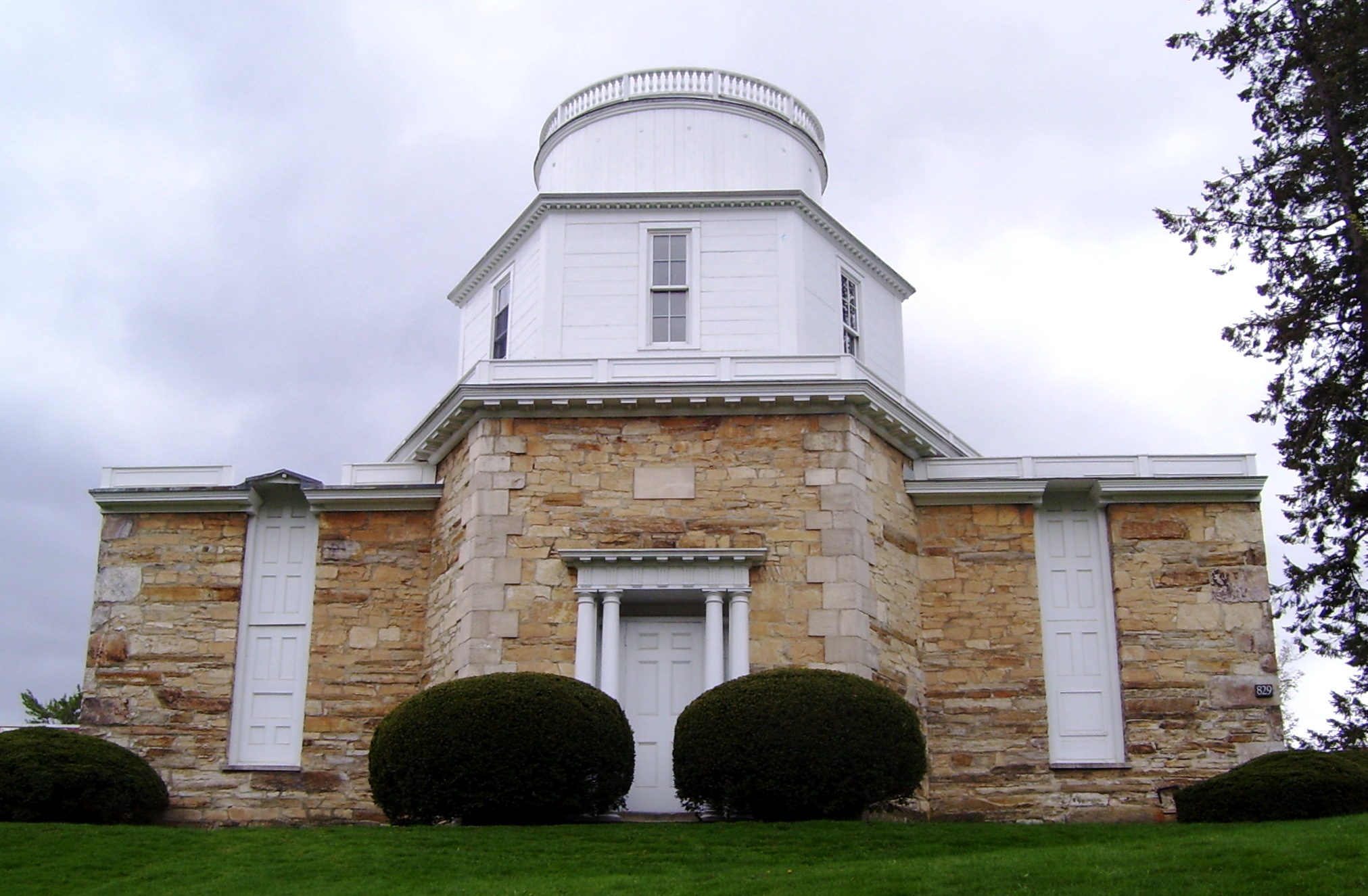
ウィリアムズ大学

| 大学名                                       | 所在地                                                | 創立年 | Little Three | グリーンズ ガイド | NESCAC |
| -------------------------------------------- | ----------------------------------------------------- | ------ | ------------ | ----------------- | ------ |
| アマースト大学 (Amherst College)             | マサチューセッツ州アマースト                          | 1821年 |              |                   |        |
| ベイツ大学 (Bates College)                   | メイン州ルイストン                                    | 1855年 |              |                   |        |
| ボウディン大学 (Bowdoin College)             | メイン州ブランズウィック                              | 1794年 |              |                   |        |
| バックネル大学 (Bucknell University)         | ペンシルベニア州ルイスバーグ                          | 1846年 |              |                   |        |
| コルビー大学 (Colby College)                 | メイン州ウォータービル                                | 1813年 |              |                   |        |
| コルゲート大学 (Colgate University)          | ニューヨーク州ハミルトン                              | 1819年 |              |                   |        |
| コネチカット・カレッジ (Connecticut College) | コネチカット州ニューロンドン                          | 1911年 |              |                   |        |
| ハミルトン・カレッジ (Hamilton College)      | ニューヨーク州クリントン （ユーティカ郊外）           | 1812年 |              |                   |        |
| ラファイエット大学 (Lafayette College)       | ペンシルベニア州イーストン                            | 1826年 |              |                   |        |
| ハバフォード大学 (Haverford College)         | ペンシルベニア州ハバフォード （フィラデルフィア郊外） | 1833年 |              |                   |        |
| ミドルベリー大学 (Middlebury College)        | バーモント州ミドルベリー                              | 1800年 |              |                   |        |
| スワースモア大学 (Swarthmore College)        | ペンシルベニア州スワースモア （フィラデルフィア郊外） | 1864年 |              |                   |        |
| トリニティ・カレッジ (Trinity College)       | コネチカット州ハートフォード                          | 1823年 |              |                   |        |
| タフツ大学 (Tufts University)                | マサチューセッツ州メドフォード                        | 1852年 |              |                   |        |
| ユニオン大学 (Union College)                 | ニューヨーク州スケネクタディ                          | 1795年 |              |                   |        |
| ヴァッサー大学 (Vassar College)              | ニューヨーク州ポキプシー                              | 1861年 |              |                   |        |
| ウェズリアン大学 (Wesleyan University)       | コネチカット州ミドルタウン                            | 1831年 |              |                   |        |
| ウィリアムズ大学 (Williams College)          | マサチューセッツ州ウィリアムズタウン                  | 1793年 |              |                   |        |

- アマースト大学
- ベイツ大学
- ボウディン大学
- バックネル大学
- コルビー大学
- コルゲート大学
- コネチカット・カレッジ
- ハミルトン・カレッジ
- ハバフォード大学
- ラファイエット大学
- ミドルベリー大学
- スワースモア大学
- トリニティ・カレッジ
- タフツ大学
- ユニオン大学
- ヴァッサー大学
- ウェズリアン大学
- ウィリアムズ大学